# 소금랜드
소금랜드는 빛과 소금을 테마로 한 교육·체험 및 휴양공간으로, 충북 괴산군 문광면 양곡저수지에 위치한다.소금랜드는 지난 2011년부터∼2015년까지 총 69억 원의 사업비를 들여 은행나무길로 유명한 문광저수지 일원 2만7천718㎡ 부지에 소금문화관(지상 2층)과 절임배춧물염전체험, 바닷물염전체험, 광개토대왕비 모사본, 야생화공원, 소나무공원, 햇살광장, 소금창고, 놀이터, 주차장 등 갖추고 2017년12월 준공됐다.